# Volta a la Comunitat Valenciana 2022
Volta a la Comunitat Valenciana 2022 – 73. edycja wyścigu kolarskiego Volta a la Comunitat Valenciana, która odbyła się w dniach od 2 do 6 lutego 2022 na liczącej 779 kilometrów trasie składającej się z 5 etapów i biegnącej na terenie wspólnoty autonomicznej Walencji. Impreza kategorii 2.Pro była częścią UCI ProSeries 2022.

## Etapy
| Etap | Data  | Start – Meta                                    | type        | Dystans (km) | Suma wzniesień (m) | Zwycięzca etapu  | Lider            |
| ---- | ----- | ----------------------------------------------- | ----------- | ------------ | ------------------ | ---------------- | ---------------- |
| 1    | 2 lut | Alquerías del Niño Perdido – Torralba del Pinar | górski      | 166,7        | 3141 m             | Remco Evenepoel  | Remco Evenepoel  |
| 2    | 3 lut | Bétera – Torrent (Walencja)                     | pagórkowaty | 172,1        | 2408 m             | Fabio Jakobsen   | Remco Evenepoel  |
| 3    | 4 lut | Alicante – Maigmó                               | górski      | 155,1        | 3616 m             | Aleksandr Własow | Aleksandr Własow |
| 4    | 5 lut | Orihuela – Torrevieja                           | płaski      | 193,1        | 1236 m             | Matteo Moschetti | Aleksandr Własow |
| 5    | 6 lut | Paterna – Walencja                              | płaski      | 92           | 706 m              | Fabio Jakobsen   | Aleksandr Własow |

## Uczestnicy

### Drużyny
| WorldTeams (15)- Groupama-FDJ - Ineos Grenadiers - Trek-Segafredo - BikeExchange-Jayco - Intermarché-Wanty-Gobert Matériaux - Jumbo-Visma - Israel-Premier Tech - Astana Qazaqstan Team - Movistar Team - UAE Team Emirates - Quick-Step Alpha Vinyl - Bora-Hansgrohe - AG2R Citroën Team - Team DSM - Bahrain Victorious ProTeams (8)- Burgos-BH - Caja Rural-Seguros RGA - Human Powered Health - Euskaltel-Euskadi - B&B Hotels-KTM - Bingoal Pauwels Sauces WB - Equipo Kern Pharma - Gazprom-RusVelo |
| |

### Lista startowa
| Groupama-FDJ GFC | Groupama-FDJ GFC        | Groupama-FDJ GFC |
| ---------------- | ----------------------- | ---------------- |
| Nr               | Kolarz                  | Miejsce          |
| 1                | Olivier Le Gac (FRA)    | 42.              |
| 2                | Enzo Paleni (FRA)       | 105.             |
| 3                | Fabian Lienhard (SUI)   | 96.              |
| 4                | Anthony Roux (FRA)      | 55.              |
| 5                | Lars van den Berg (NED) | DNS-5            |
| 6                | Attila Valter (HUN)     | 24.              |
| 7                | Bram Welten (NED)       | 107.             |

| Movistar Team MOV | Movistar Team MOV        | Movistar Team MOV |
| ----------------- | ------------------------ | ----------------- |
| Nr                | Kolarz                   | Miejsce           |
| 11                | Jorge Arcas (ESP)        | 66.               |
| 12                | Iñigo Elosegui (ESP)     | 90.               |
| 13                | Juri Hollmann (GER)      | DNS-2             |
| 14                | Enric Mas (ESP)          | 4.                |
| 15                | Gregor Mühlberger (AUT)  | 41.               |
| 16                | Einer Rubio (COL)        | DNS-2             |
| 17                | Alejandro Valverde (ESP) | 5.                |

| Quick-Step Alpha Vinyl QST | Quick-Step Alpha Vinyl QST  | Quick-Step Alpha Vinyl QST |
| -------------------------- | --------------------------- | -------------------------- |
| Nr                         | Kolarz                      | Miejsce                    |
| 21                         | Mattia Cattaneo (ITA)       | 64.                        |
| 22                         | Josef Černý (CZE)           | 117.                       |
| 23                         | Remco Evenepoel (BEL)       | 2.                         |
| 24                         | Mikkel Frølich Honoré (DEN) | DNS-4                      |
| 25                         | Fabio Jakobsen (NED)        | 81.                        |
| 26                         | Yves Lampaert (BEL)         | 74.                        |
| 27                         | Michael Mørkøv (DEN)        | 85.                        |

| Ineos Grenadiers IGD | Ineos Grenadiers IGD       | Ineos Grenadiers IGD |
| -------------------- | -------------------------- | -------------------- |
| Nr                   | Kolarz                     | Miejsce              |
| 31                   | Jonathan Castroviejo (ESP) | 56.                  |
| 32                   | Omar Fraile (ESP) (szosa)  | DNS-5                |
| 33                   | Tao Geoghegan Hart (GBR)   | 12.                  |
| 34                   | Carlos Rodríguez (ESP)     | 3.                   |
| 35                   | Pawieł Siwakow (RUS)       | 9.                   |
| 36                   | Ben Swift (GBR) (szosa)    | 50.                  |
| 37                   | Elia Viviani (ITA)         | 92.                  |

| UAE Team Emirates UAD | UAE Team Emirates UAD       | UAE Team Emirates UAD |
| --------------------- | --------------------------- | --------------------- |
| Nr                    | Kolarz                      | Miejsce               |
| 42                    | Juan Ayuso (ESP)            | 19.                   |
| 43                    | Ryan Gibbons (RSA)          | DNS-3                 |
| 44                    | Juan Sebastián Molano (COL) | 89.                   |
| 45                    | Jan Polanc (SLO)            | 62.                   |
| 46                    | Marc Soler (ESP)            | 18.                   |
| 47                    | Matteo Trentin (ITA)        | 80.                   |

| Jumbo-Visma TJV | Jumbo-Visma TJV        | Jumbo-Visma TJV |
| --------------- | ---------------------- | --------------- |
| Nr              | Kolarz                 | Miejsce         |
| 51              | Edoardo Affini (ITA)   | DNS-4           |
| 52              | David Dekker (NED)     | DNS-4           |
| 53              | Pascal Eenkhoorn (NED) | DNS-4           |
| 54              | Jos van Emden (NED)    | DNS-4           |
| 55              | Gijs Leemreize (NED)   | DNS-4           |
| 56              | Sam Oomen (NED)        | DNS-4           |
| 57              | Milan Vader (NED)      | DNS-4           |

| Bahrain Victorious TBV | Bahrain Victorious TBV      | Bahrain Victorious TBV |
| ---------------------- | --------------------------- | ---------------------- |
| Nr                     | Kolarz                      | Miejsce                |
| 61                     | Yukiya Arashiro (JPN)       | 58.                    |
| 62                     | Pello Bilbao (ESP)          | 13.                    |
| 63                     | Jan Tratnik (SLO)           | 20.                    |
| 64                     | Matej Mohorič (SLO) (szosa) | 11.                    |
| 65                     | Luis León Sánchez (ESP)     | 7.                     |
| 66                     | Dylan Teuns (BEL)           | 17.                    |
| 67                     | Stephen Williams (GBR)      | DNS-2                  |

| Astana Qazaqstan Team AST | Astana Qazaqstan Team AST  | Astana Qazaqstan Team AST |
| ------------------------- | -------------------------- | ------------------------- |
| Nr                        | Kolarz                     | Miejsce                   |
| 71                        | Vincenzo Nibali (ITA)      | 16.                       |
| 72                        | David de la Cruz (ESP)     | 10.                       |
| 73                        | Manuele Boaro (ITA)        | 75.                       |
| 74                        | Fabio Felline (ITA)        | DNS-1                     |
| 75                        | Antonio Nibali (ITA)       | DNS-1                     |
| 76                        | Alaksandr Rabuszenka (BLR) | 57.                       |
| 77                        | Andriej Zejc (KAZ)         | 37.                       |

| BikeExchange-Jayco BEX | BikeExchange-Jayco BEX        | BikeExchange-Jayco BEX |
| ---------------------- | ----------------------------- | ---------------------- |
| Nr                     | Kolarz                        | Miejsce                |
| 81                     | Lucas Hamilton (AUS)          | DNS-3                  |
| 82                     | Dion Smith (NZL)              | DNS-3                  |
| 84                     | Damien Howson (AUS)           | DNS-3                  |
| 85                     | Tsgabu Grmay (ETH)            | DNS-3                  |
| 86                     | Christopher Juul-Jensen (DEN) | DNS-2                  |
| 87                     | Kaden Groves (AUS)            | DNS-3                  |

| AG2R Citroën Team ACT | AG2R Citroën Team ACT        | AG2R Citroën Team ACT |
| --------------------- | ---------------------------- | --------------------- |
| Nr                    | Kolarz                       | Miejsce               |
| 91                    | Felix Gall (AUT)             | DNS-3                 |
| 92                    | Jaakko Hänninen (FIN)        | DNS-3                 |
| 93                    | Nicolas Prodhomme (FRA)      | 84.                   |
| 94                    | Michael Schär (SUI)          | 31.                   |
| 95                    | Nans Peters (FRA)            | 51.                   |
| 96                    | Gijs Van Hoecke (BEL)        | DNF-2                 |
| 97                    | Valentin Paret-Peintre (FRA) | 52.                   |

| Israel-Premier Tech IPT | Israel-Premier Tech IPT | Israel-Premier Tech IPT |
| ----------------------- | ----------------------- | ----------------------- |
| Nr                      | Kolarz                  | Miejsce                 |
| 101                     | Jenthe Biermans (BEL)   | 68.                     |
| 102                     | Matthias Brändle (AUT)  | 115.                    |
| 103                     | Jakob Fuglsang (DEN)    | 6.                      |
| 104                     | Ben Hermans (BEL)       | 53.                     |
| 105                     | Krists Neilands (LAT)   | 87.                     |
| 106                     | Giacomo Nizzolo (ITA)   | 32.                     |
| 107                     | James Piccoli (CAN)     | 135.                    |

| Bora-Hansgrohe BOH | Bora-Hansgrohe BOH     | Bora-Hansgrohe BOH |
| ------------------ | ---------------------- | ------------------ |
| Nr                 | Kolarz                 | Miejsce            |
| 111                | Patrick Gamper (AUT)   | 79.                |
| 112                | Wilco Kelderman (NED)  | DNS-3              |
| 113                | Jonas Koch (GER)       | 72.                |
| 114                | Ide Schelling (NED)    | 70.                |
| 115                | Aleksandr Własow (RUS) | 1.                 |
| 116                | Matthew Walls (GBR)    | DNF-3              |
| 117                | Ben Zwiehoff (GER)     | 32.                |

| Trek-Segafredo TFS | Trek-Segafredo TFS      | Trek-Segafredo TFS |
| ------------------ | ----------------------- | ------------------ |
| Nr                 | Kolarz                  | Miejsce            |
| 121                | Jacopo Mosca (ITA)      | 87.                |
| 122                | Marc Brustenga (ESP)    | 109.               |
| 123                | Giulio Ciccone (ITA)    | 8.                 |
| 124                | Asbjørn Hellemose (DEN) | 40.                |
| 125                | Markus Hoelgaard (NOR)  | 30.                |
| 126                | Matteo Moschetti (ITA)  | 115.               |
| 127                | Antwan Tolhoek (NED)    | 14.                |

| Intermarché-Wanty-Gobert Matériaux IWG | Intermarché-Wanty-Gobert Matériaux IWG | Intermarché-Wanty-Gobert Matériaux IWG |
| -------------------------------------- | -------------------------------------- | -------------------------------------- |
| Nr                                     | Kolarz                                 | Miejsce                                |
| 131                                    | Sven Erik Bystrøm (NOR)                | 39.                                    |
| 132                                    | Barnabás Peák (HUN)                    | 88.                                    |
| 133                                    | Alexander Kristoff (NOR)               | 82.                                    |
| 134                                    | Dimitri Claeys (BEL)                   | 99.                                    |
| 135                                    | Andrea Pasqualon (ITA)                 | 63.                                    |
| 136                                    | Adrien Petit (FRA)                     | 98.                                    |
| 137                                    | Loïc Vliegen (BEL)                     | 38.                                    |

| Team DSM DSM | Team DSM DSM                  | Team DSM DSM |
| ------------ | ----------------------------- | ------------ |
| Nr           | Kolarz                        | Miejsce      |
| 141          | Nikias Arndt (GER)            | DNS-4        |
| 142          | Tobias Lund Andresen (DEN)    | DNS-3        |
| 143          | Leon Heinschke (GER)          | DNS-4        |
| 144          | Jonas Iversby Hvideberg (NOR) | DNS-4        |
| 145          | Marius Mayrhofer (GER)        | DNS-4        |
| 146          | Casper Pedersen (DEN)         | DNF-3        |
| 147          | Florian Stork (GER)           | DNS-4        |

| Caja Rural-Seguros RGA CJR | Caja Rural-Seguros RGA CJR | Caja Rural-Seguros RGA CJR |
| -------------------------- | -------------------------- | -------------------------- |
| Nr                         | Kolarz                     | Miejsce                    |
| 151                        | Mikel Nieve (ESP)          | DNF-3                      |
| 152                        | Eduard Prades (ESP)        | 69.                        |
| 153                        | Julen Amezqueta (ESP)      | 78.                        |
| 154                        | Fernando Barceló (ESP)     | 33.                        |
| 155                        | David González López (ESP) | 77.                        |
| 156                        | Jonathan Lastra (ESP)      | 25.                        |
| 157                        | Sergio Martín (ESP)        | 71.                        |

| Burgos-BH BBH | Burgos-BH BBH         | Burgos-BH BBH |
| ------------- | --------------------- | ------------- |
| Nr            | Kolarz                | Miejsce       |
| 161           | Ángel Madrazo (ESP)   | 114.          |
| 162           | Manuel Peñalver (ESP) | 97.           |
| 163           | Óscar Pelegrí (ESP)   | 112.          |
| 164           | Óscar Cabedo (ESP)    | 53.           |
| 165           | Pelayo Sánchez (ESP)  | 29.           |
| 166           | Jesús Ezquerra (ESP)  | 73.           |
| 167           | Daniel Navarro (ESP)  | 36.           |

| Euskaltel-Euskadi EUS | Euskaltel-Euskadi EUS    | Euskaltel-Euskadi EUS |
| --------------------- | ------------------------ | --------------------- |
| Nr                    | Kolarz                   | Miejsce               |
| 171                   | Xabier Azparren (ESP)    | 111.                  |
| 172                   | Ibai Azurmendi (ESP)     | 27.                   |
| 173                   | Joan Bou (ESP)           | 54.                   |
| 174                   | Antonio Jesús Soto (ESP) | 45.                   |
| 175                   | Txomin Juaristi (ESP)    | 101.                  |
| 176                   | Mikel Iturria (ESP)      | 22.                   |
| 177                   | Gotzon Martín (ESP)      | 35.                   |

| Equipo Kern Pharma EKP | Equipo Kern Pharma EKP | Equipo Kern Pharma EKP |
| ---------------------- | ---------------------- | ---------------------- |
| Nr                     | Kolarz                 | Miejsce                |
| 181                    | Urko Berrade (ESP)     | 47.                    |
| 182                    | José Félix Parra (ESP) | 28.                    |
| 183                    | Héctor Carretero (ESP) | DNF-1                  |
| 184                    | Iván Moreno (ESP)      | 67.                    |
| 185                    | Jaime Castrillo (ESP)  | 110.                   |
| 186                    | Álex Jaime (ESP)       | 83.                    |
| 187                    | Iván Cobo (ESP)        | 86.                    |

| Human Powered Health HPM | Human Powered Health HPM      | Human Powered Health HPM |
| ------------------------ | ----------------------------- | ------------------------ |
| Nr                       | Kolarz                        | Miejsce                  |
| 191                      | Kristian Aasvold (NOR)        | 46.                      |
| 192                      | Stephen Bassett (USA)         | 100.                     |
| 193                      | Pier-André Côté (CAN)         | 102.                     |
| 194                      | Chad Haga (USA)               | 68.                      |
| 195                      | Ben King (USA)                | 106.                     |
| 196                      | Joseph Rosskopf (USA) (szosa) | DNF-3                    |
| 197                      | Gavin Mannion (USA)           | DNF-1                    |

| Gazprom-RusVelo GAZ | Gazprom-RusVelo GAZ     | Gazprom-RusVelo GAZ |
| ------------------- | ----------------------- | ------------------- |
| Nr                  | Kolarz                  | Miejsce             |
| 201                 | Ilnur Zakarin (RUS)     | DNF-3               |
| 202                 | Marco Canola (ITA)      | 95.                 |
| 203                 | José Manuel Díaz (ESP)  | 21.                 |
| 204                 | Giovanni Carboni (ITA)  | 26.                 |
| 205                 | Nicola Conci (ITA)      | 48.                 |
| 206                 | Andrea Piccolo (ITA)    | 94.                 |
| 207                 | Christian Scaroni (ITA) | 44.                 |

| Bingoal Pauwels Sauces WB BWB | Bingoal Pauwels Sauces WB BWB | Bingoal Pauwels Sauces WB BWB |
| ----------------------------- | ----------------------------- | ----------------------------- |
| Nr                            | Kolarz                        | Miejsce                       |
| 211                           | Timothy Dupont (BEL)          | 113.                          |
| 212                           | Stanisław Aniołkowski (POL)   | 104.                          |
| 213                           | Arjen Livyns (BEL)            | 76.                           |
| 214                           | Kenny Molly (BEL)             | 60.                           |
| 215                           | Mathijs Paasschens (NED)      | 49.                           |
| 216                           | Dimitri Peyskens (BEL)        | 103.                          |
| 217                           | Laurenz Rex (BEL)             | 65.                           |

| B&B Hotels-KTM BBK | B&B Hotels-KTM BBK     | B&B Hotels-KTM BBK |
| ------------------ | ---------------------- | ------------------ |
| Nr                 | Kolarz                 | Miejsce            |
| 221                | Alan Boileau (FRA)     | DNF-2              |
| 222                | Maxime Chevalier (FRA) | 23.                |
| 223                | Pierre Rolland (FRA)   | 61.                |
| 224                | Adrien Lagrée (FRA)    | 108.               |
| 225                | Axel Laurance (FRA)    | 34.                |
| 226                | Luca Mozzato (ITA)     | 91.                |
| 227                | Jordi Warlop (BEL)     | DNS-5              |

| Groupama-FDJ GFC | Groupama-FDJ GFC        | Groupama-FDJ GFC |
| ---------------- | ----------------------- | ---------------- |
| Nr               | Kolarz                  | Miejsce          |
| 1                | Olivier Le Gac (FRA)    | 42.              |
| 2                | Enzo Paleni (FRA)       | 105.             |
| 3                | Fabian Lienhard (SUI)   | 96.              |
| 4                | Anthony Roux (FRA)      | 55.              |
| 5                | Lars van den Berg (NED) | DNS-5            |
| 6                | Attila Valter (HUN)     | 24.              |
| 7                | Bram Welten (NED)       | 107.             |

| Movistar Team MOV | Movistar Team MOV        | Movistar Team MOV |
| ----------------- | ------------------------ | ----------------- |
| Nr                | Kolarz                   | Miejsce           |
| 11                | Jorge Arcas (ESP)        | 66.               |
| 12                | Iñigo Elosegui (ESP)     | 90.               |
| 13                | Juri Hollmann (GER)      | DNS-2             |
| 14                | Enric Mas (ESP)          | 4.                |
| 15                | Gregor Mühlberger (AUT)  | 41.               |
| 16                | Einer Rubio (COL)        | DNS-2             |
| 17                | Alejandro Valverde (ESP) | 5.                |

| Quick-Step Alpha Vinyl QST | Quick-Step Alpha Vinyl QST  | Quick-Step Alpha Vinyl QST |
| -------------------------- | --------------------------- | -------------------------- |
| Nr                         | Kolarz                      | Miejsce                    |
| 21                         | Mattia Cattaneo (ITA)       | 64.                        |
| 22                         | Josef Černý (CZE)           | 117.                       |
| 23                         | Remco Evenepoel (BEL)       | 2.                         |
| 24                         | Mikkel Frølich Honoré (DEN) | DNS-4                      |
| 25                         | Fabio Jakobsen (NED)        | 81.                        |
| 26                         | Yves Lampaert (BEL)         | 74.                        |
| 27                         | Michael Mørkøv (DEN)        | 85.                        |

| Ineos Grenadiers IGD | Ineos Grenadiers IGD       | Ineos Grenadiers IGD |
| -------------------- | -------------------------- | -------------------- |
| Nr                   | Kolarz                     | Miejsce              |
| 31                   | Jonathan Castroviejo (ESP) | 56.                  |
| 32                   | Omar Fraile (ESP) (szosa)  | DNS-5                |
| 33                   | Tao Geoghegan Hart (GBR)   | 12.                  |
| 34                   | Carlos Rodríguez (ESP)     | 3.                   |
| 35                   | Pawieł Siwakow (RUS)       | 9.                   |
| 36                   | Ben Swift (GBR) (szosa)    | 50.                  |
| 37                   | Elia Viviani (ITA)         | 92.                  |

| UAE Team Emirates UAD | UAE Team Emirates UAD       | UAE Team Emirates UAD |
| --------------------- | --------------------------- | --------------------- |
| Nr                    | Kolarz                      | Miejsce               |
| 42                    | Juan Ayuso (ESP)            | 19.                   |
| 43                    | Ryan Gibbons (RSA)          | DNS-3                 |
| 44                    | Juan Sebastián Molano (COL) | 89.                   |
| 45                    | Jan Polanc (SLO)            | 62.                   |
| 46                    | Marc Soler (ESP)            | 18.                   |
| 47                    | Matteo Trentin (ITA)        | 80.                   |

| Jumbo-Visma TJV | Jumbo-Visma TJV        | Jumbo-Visma TJV |
| --------------- | ---------------------- | --------------- |
| Nr              | Kolarz                 | Miejsce         |
| 51              | Edoardo Affini (ITA)   | DNS-4           |
| 52              | David Dekker (NED)     | DNS-4           |
| 53              | Pascal Eenkhoorn (NED) | DNS-4           |
| 54              | Jos van Emden (NED)    | DNS-4           |
| 55              | Gijs Leemreize (NED)   | DNS-4           |
| 56              | Sam Oomen (NED)        | DNS-4           |
| 57              | Milan Vader (NED)      | DNS-4           |

| Bahrain Victorious TBV | Bahrain Victorious TBV      | Bahrain Victorious TBV |
| ---------------------- | --------------------------- | ---------------------- |
| Nr                     | Kolarz                      | Miejsce                |
| 61                     | Yukiya Arashiro (JPN)       | 58.                    |
| 62                     | Pello Bilbao (ESP)          | 13.                    |
| 63                     | Jan Tratnik (SLO)           | 20.                    |
| 64                     | Matej Mohorič (SLO) (szosa) | 11.                    |
| 65                     | Luis León Sánchez (ESP)     | 7.                     |
| 66                     | Dylan Teuns (BEL)           | 17.                    |
| 67                     | Stephen Williams (GBR)      | DNS-2                  |

| Astana Qazaqstan Team AST | Astana Qazaqstan Team AST  | Astana Qazaqstan Team AST |
| ------------------------- | -------------------------- | ------------------------- |
| Nr                        | Kolarz                     | Miejsce                   |
| 71                        | Vincenzo Nibali (ITA)      | 16.                       |
| 72                        | David de la Cruz (ESP)     | 10.                       |
| 73                        | Manuele Boaro (ITA)        | 75.                       |
| 74                        | Fabio Felline (ITA)        | DNS-1                     |
| 75                        | Antonio Nibali (ITA)       | DNS-1                     |
| 76                        | Alaksandr Rabuszenka (BLR) | 57.                       |
| 77                        | Andriej Zejc (KAZ)         | 37.                       |

| BikeExchange-Jayco BEX | BikeExchange-Jayco BEX        | BikeExchange-Jayco BEX |
| ---------------------- | ----------------------------- | ---------------------- |
| Nr                     | Kolarz                        | Miejsce                |
| 81                     | Lucas Hamilton (AUS)          | DNS-3                  |
| 82                     | Dion Smith (NZL)              | DNS-3                  |
| 84                     | Damien Howson (AUS)           | DNS-3                  |
| 85                     | Tsgabu Grmay (ETH)            | DNS-3                  |
| 86                     | Christopher Juul-Jensen (DEN) | DNS-2                  |
| 87                     | Kaden Groves (AUS)            | DNS-3                  |

| AG2R Citroën Team ACT | AG2R Citroën Team ACT        | AG2R Citroën Team ACT |
| --------------------- | ---------------------------- | --------------------- |
| Nr                    | Kolarz                       | Miejsce               |
| 91                    | Felix Gall (AUT)             | DNS-3                 |
| 92                    | Jaakko Hänninen (FIN)        | DNS-3                 |
| 93                    | Nicolas Prodhomme (FRA)      | 84.                   |
| 94                    | Michael Schär (SUI)          | 31.                   |
| 95                    | Nans Peters (FRA)            | 51.                   |
| 96                    | Gijs Van Hoecke (BEL)        | DNF-2                 |
| 97                    | Valentin Paret-Peintre (FRA) | 52.                   |

| Israel-Premier Tech IPT | Israel-Premier Tech IPT | Israel-Premier Tech IPT |
| ----------------------- | ----------------------- | ----------------------- |
| Nr                      | Kolarz                  | Miejsce                 |
| 101                     | Jenthe Biermans (BEL)   | 68.                     |
| 102                     | Matthias Brändle (AUT)  | 115.                    |
| 103                     | Jakob Fuglsang (DEN)    | 6.                      |
| 104                     | Ben Hermans (BEL)       | 53.                     |
| 105                     | Krists Neilands (LAT)   | 87.                     |
| 106                     | Giacomo Nizzolo (ITA)   | 32.                     |
| 107                     | James Piccoli (CAN)     | 135.                    |

| Bora-Hansgrohe BOH | Bora-Hansgrohe BOH     | Bora-Hansgrohe BOH |
| ------------------ | ---------------------- | ------------------ |
| Nr                 | Kolarz                 | Miejsce            |
| 111                | Patrick Gamper (AUT)   | 79.                |
| 112                | Wilco Kelderman (NED)  | DNS-3              |
| 113                | Jonas Koch (GER)       | 72.                |
| 114                | Ide Schelling (NED)    | 70.                |
| 115                | Aleksandr Własow (RUS) | 1.                 |
| 116                | Matthew Walls (GBR)    | DNF-3              |
| 117                | Ben Zwiehoff (GER)     | 32.                |

| Trek-Segafredo TFS | Trek-Segafredo TFS      | Trek-Segafredo TFS |
| ------------------ | ----------------------- | ------------------ |
| Nr                 | Kolarz                  | Miejsce            |
| 121                | Jacopo Mosca (ITA)      | 87.                |
| 122                | Marc Brustenga (ESP)    | 109.               |
| 123                | Giulio Ciccone (ITA)    | 8.                 |
| 124                | Asbjørn Hellemose (DEN) | 40.                |
| 125                | Markus Hoelgaard (NOR)  | 30.                |
| 126                | Matteo Moschetti (ITA)  | 115.               |
| 127                | Antwan Tolhoek (NED)    | 14.                |

| Intermarché-Wanty-Gobert Matériaux IWG | Intermarché-Wanty-Gobert Matériaux IWG | Intermarché-Wanty-Gobert Matériaux IWG |
| -------------------------------------- | -------------------------------------- | -------------------------------------- |
| Nr                                     | Kolarz                                 | Miejsce                                |
| 131                                    | Sven Erik Bystrøm (NOR)                | 39.                                    |
| 132                                    | Barnabás Peák (HUN)                    | 88.                                    |
| 133                                    | Alexander Kristoff (NOR)               | 82.                                    |
| 134                                    | Dimitri Claeys (BEL)                   | 99.                                    |
| 135                                    | Andrea Pasqualon (ITA)                 | 63.                                    |
| 136                                    | Adrien Petit (FRA)                     | 98.                                    |
| 137                                    | Loïc Vliegen (BEL)                     | 38.                                    |

| Team DSM DSM | Team DSM DSM                  | Team DSM DSM |
| ------------ | ----------------------------- | ------------ |
| Nr           | Kolarz                        | Miejsce      |
| 141          | Nikias Arndt (GER)            | DNS-4        |
| 142          | Tobias Lund Andresen (DEN)    | DNS-3        |
| 143          | Leon Heinschke (GER)          | DNS-4        |
| 144          | Jonas Iversby Hvideberg (NOR) | DNS-4        |
| 145          | Marius Mayrhofer (GER)        | DNS-4        |
| 146          | Casper Pedersen (DEN)         | DNF-3        |
| 147          | Florian Stork (GER)           | DNS-4        |

| Caja Rural-Seguros RGA CJR | Caja Rural-Seguros RGA CJR | Caja Rural-Seguros RGA CJR |
| -------------------------- | -------------------------- | -------------------------- |
| Nr                         | Kolarz                     | Miejsce                    |
| 151                        | Mikel Nieve (ESP)          | DNF-3                      |
| 152                        | Eduard Prades (ESP)        | 69.                        |
| 153                        | Julen Amezqueta (ESP)      | 78.                        |
| 154                        | Fernando Barceló (ESP)     | 33.                        |
| 155                        | David González López (ESP) | 77.                        |
| 156                        | Jonathan Lastra (ESP)      | 25.                        |
| 157                        | Sergio Martín (ESP)        | 71.                        |

| Burgos-BH BBH | Burgos-BH BBH         | Burgos-BH BBH |
| ------------- | --------------------- | ------------- |
| Nr            | Kolarz                | Miejsce       |
| 161           | Ángel Madrazo (ESP)   | 114.          |
| 162           | Manuel Peñalver (ESP) | 97.           |
| 163           | Óscar Pelegrí (ESP)   | 112.          |
| 164           | Óscar Cabedo (ESP)    | 53.           |
| 165           | Pelayo Sánchez (ESP)  | 29.           |
| 166           | Jesús Ezquerra (ESP)  | 73.           |
| 167           | Daniel Navarro (ESP)  | 36.           |

| Euskaltel-Euskadi EUS | Euskaltel-Euskadi EUS    | Euskaltel-Euskadi EUS |
| --------------------- | ------------------------ | --------------------- |
| Nr                    | Kolarz                   | Miejsce               |
| 171                   | Xabier Azparren (ESP)    | 111.                  |
| 172                   | Ibai Azurmendi (ESP)     | 27.                   |
| 173                   | Joan Bou (ESP)           | 54.                   |
| 174                   | Antonio Jesús Soto (ESP) | 45.                   |
| 175                   | Txomin Juaristi (ESP)    | 101.                  |
| 176                   | Mikel Iturria (ESP)      | 22.                   |
| 177                   | Gotzon Martín (ESP)      | 35.                   |

| Equipo Kern Pharma EKP | Equipo Kern Pharma EKP | Equipo Kern Pharma EKP |
| ---------------------- | ---------------------- | ---------------------- |
| Nr                     | Kolarz                 | Miejsce                |
| 181                    | Urko Berrade (ESP)     | 47.                    |
| 182                    | José Félix Parra (ESP) | 28.                    |
| 183                    | Héctor Carretero (ESP) | DNF-1                  |
| 184                    | Iván Moreno (ESP)      | 67.                    |
| 185                    | Jaime Castrillo (ESP)  | 110.                   |
| 186                    | Álex Jaime (ESP)       | 83.                    |
| 187                    | Iván Cobo (ESP)        | 86.                    |

| Human Powered Health HPM | Human Powered Health HPM      | Human Powered Health HPM |
| ------------------------ | ----------------------------- | ------------------------ |
| Nr                       | Kolarz                        | Miejsce                  |
| 191                      | Kristian Aasvold (NOR)        | 46.                      |
| 192                      | Stephen Bassett (USA)         | 100.                     |
| 193                      | Pier-André Côté (CAN)         | 102.                     |
| 194                      | Chad Haga (USA)               | 68.                      |
| 195                      | Ben King (USA)                | 106.                     |
| 196                      | Joseph Rosskopf (USA) (szosa) | DNF-3                    |
| 197                      | Gavin Mannion (USA)           | DNF-1                    |

| Gazprom-RusVelo GAZ | Gazprom-RusVelo GAZ     | Gazprom-RusVelo GAZ |
| ------------------- | ----------------------- | ------------------- |
| Nr                  | Kolarz                  | Miejsce             |
| 201                 | Ilnur Zakarin (RUS)     | DNF-3               |
| 202                 | Marco Canola (ITA)      | 95.                 |
| 203                 | José Manuel Díaz (ESP)  | 21.                 |
| 204                 | Giovanni Carboni (ITA)  | 26.                 |
| 205                 | Nicola Conci (ITA)      | 48.                 |
| 206                 | Andrea Piccolo (ITA)    | 94.                 |
| 207                 | Christian Scaroni (ITA) | 44.                 |

| Bingoal Pauwels Sauces WB BWB | Bingoal Pauwels Sauces WB BWB | Bingoal Pauwels Sauces WB BWB |
| ----------------------------- | ----------------------------- | ----------------------------- |
| Nr                            | Kolarz                        | Miejsce                       |
| 211                           | Timothy Dupont (BEL)          | 113.                          |
| 212                           | Stanisław Aniołkowski (POL)   | 104.                          |
| 213                           | Arjen Livyns (BEL)            | 76.                           |
| 214                           | Kenny Molly (BEL)             | 60.                           |
| 215                           | Mathijs Paasschens (NED)      | 49.                           |
| 216                           | Dimitri Peyskens (BEL)        | 103.                          |
| 217                           | Laurenz Rex (BEL)             | 65.                           |

| B&B Hotels-KTM BBK | B&B Hotels-KTM BBK     | B&B Hotels-KTM BBK |
| ------------------ | ---------------------- | ------------------ |
| Nr                 | Kolarz                 | Miejsce            |
| 221                | Alan Boileau (FRA)     | DNF-2              |
| 222                | Maxime Chevalier (FRA) | 23.                |
| 223                | Pierre Rolland (FRA)   | 61.                |
| 224                | Adrien Lagrée (FRA)    | 108.               |
| 225                | Axel Laurance (FRA)    | 34.                |
| 226                | Luca Mozzato (ITA)     | 91.                |
| 227                | Jordi Warlop (BEL)     | DNS-5              |

## Wyniki etapów

### Etap 1
| Alquerías del Niño Perdido - Torralba del Pinar | górski | (166,7 km) |

| \| Klasyfikacja etapu \| Klasyfikacja etapu \| Klasyfikacja etapu \| Klasyfikacja etapu \| Klasyfikacja etapu \| \| Kolarz \| Kolarz \| Państwo \| Drużyna \| Czas \| \| ------------------ \| ------------------ \| ------------------ \| ---------------------- \| ------------------ \| \| 1. \| Remco Evenepoel \| Belgia \| Quick-Step Alpha Vinyl \| 4h 16' 32" \| \| 2. \| Aleksandr Własow \| Rosja \| Bora-Hansgrohe \| + 16" \| \| 3. \| Carlos Rodríguez \| Hiszpania \| Ineos Grenadiers \| + 31" \| \| 4. \| Enric Mas \| Hiszpania \| Movistar Team \| + 32" \| \| 5. \| Luis León Sánchez \| Hiszpania \| Bahrain Victorious \| + 32" \| \| 6. \| Antwan Tolhoek \| Holandia \| Trek-Segafredo \| + 32" \| \| 7. \| Alejandro Valverde \| Hiszpania \| Movistar Team \| + 32" \| \| 8. \| Jakob Fuglsang \| Dania \| Israel-Premier Tech \| + 32" \| \| 9. \| Matej Mohorič \| Słowenia \| Bahrain Victorious \| + 42" \| \| 10. \| David de la Cruz \| Hiszpania \| Astana Qazaqstan Team \| + 53" \| |                    |           |                        |            |
| |                    |           |                        |            |
| Źródło: ProCyclingStats |                    |           |                        |            |
| Klasyfikacja etapu |                    |           |                        |            |
| Kolarz | Kolarz             | Państwo   | Drużyna                | Czas       |
| 1. | Remco Evenepoel    | Belgia    | Quick-Step Alpha Vinyl | 4h 16' 32" |
| 2. | Aleksandr Własow   | Rosja     | Bora-Hansgrohe         | + 16"      |
| 3. | Carlos Rodríguez   | Hiszpania | Ineos Grenadiers       | + 31"      |
| 4. | Enric Mas          | Hiszpania | Movistar Team          | + 32"      |
| 5. | Luis León Sánchez  | Hiszpania | Bahrain Victorious     | + 32"      |
| 6. | Antwan Tolhoek     | Holandia  | Trek-Segafredo         | + 32"      |
| 7. | Alejandro Valverde | Hiszpania | Movistar Team          | + 32"      |
| 8. | Jakob Fuglsang     | Dania     | Israel-Premier Tech    | + 32"      |
| 9. | Matej Mohorič      | Słowenia  | Bahrain Victorious     | + 42"      |
| 10. | David de la Cruz   | Hiszpania | Astana Qazaqstan Team  | + 53"      |

| \| Klasyfikacja generalna \| Klasyfikacja generalna \| Klasyfikacja generalna \| Klasyfikacja generalna \| Klasyfikacja generalna \| \| Kolarz \| Kolarz \| Państwo \| Drużyna \| Czas \| \| ---------------------- \| ---------------------- \| ---------------------- \| ---------------------- \| ---------------------- \| \| 1. \| Remco Evenepoel \| Belgia \| Quick-Step Alpha Vinyl \| 4h 16' 22" \| \| 2. \| Aleksandr Własow \| Rosja \| Bora-Hansgrohe \| + 19" \| \| 3. \| Carlos Rodríguez \| Hiszpania \| Ineos Grenadiers \| + 37" \| \| 4. \| Enric Mas \| Hiszpania \| Movistar Team \| + 42" \| \| 5. \| Luis León Sánchez \| Hiszpania \| Bahrain Victorious \| + 42" \| \| 6. \| Antwan Tolhoek \| Holandia \| Trek-Segafredo \| + 42" \| \| 7. \| Alejandro Valverde \| Hiszpania \| Movistar Team \| + 42" \| \| 8. \| Jakob Fuglsang \| Dania \| Israel-Premier Tech \| + 42" \| \| 9. \| Matej Mohorič \| Słowenia \| Bahrain Victorious \| + 48" \| \| 10. \| David de la Cruz \| Hiszpania \| Astana Qazaqstan Team \| + 1' 03" \| |                    |           |                        |            |
| |                    |           |                        |            |
| Źródło: ProCyclingStats |                    |           |                        |            |
| Klasyfikacja generalna |                    |           |                        |            |
| Kolarz | Kolarz             | Państwo   | Drużyna                | Czas       |
| 1. | Remco Evenepoel    | Belgia    | Quick-Step Alpha Vinyl | 4h 16' 22" |
| 2. | Aleksandr Własow   | Rosja     | Bora-Hansgrohe         | + 19"      |
| 3. | Carlos Rodríguez   | Hiszpania | Ineos Grenadiers       | + 37"      |
| 4. | Enric Mas          | Hiszpania | Movistar Team          | + 42"      |
| 5. | Luis León Sánchez  | Hiszpania | Bahrain Victorious     | + 42"      |
| 6. | Antwan Tolhoek     | Holandia  | Trek-Segafredo         | + 42"      |
| 7. | Alejandro Valverde | Hiszpania | Movistar Team          | + 42"      |
| 8. | Jakob Fuglsang     | Dania     | Israel-Premier Tech    | + 42"      |
| 9. | Matej Mohorič      | Słowenia  | Bahrain Victorious     | + 48"      |
| 10. | David de la Cruz   | Hiszpania | Astana Qazaqstan Team  | + 1' 03"   |

### Etap 2
| Bétera - Torrent (Walencja) | pagórkowaty | (172,1 km) |

| \| Klasyfikacja etapu \| Klasyfikacja etapu \| Klasyfikacja etapu \| Klasyfikacja etapu \| Klasyfikacja etapu \| \| Kolarz \| Kolarz \| Państwo \| Drużyna \| Czas \| \| ------------------ \| --------------------- \| ------------------ \| ---------------------------------- \| ------------------ \| \| 1. \| Fabio Jakobsen \| Holandia \| Quick-Step Alpha Vinyl \| 4h 09' 51" \| \| 2. \| Juan Sebastián Molano \| Kolumbia \| UAE Team Emirates \| + 0" \| \| 3. \| Elia Viviani \| Włochy \| Ineos Grenadiers \| + 0" \| \| 4. \| Matej Mohorič \| Słowenia \| Bahrain Victorious \| + 0" \| \| 5. \| Alexander Kristoff \| Norwegia \| Intermarché-Wanty-Gobert Matériaux \| + 0" \| \| 6. \| Luca Mozzato \| Włochy \| B&B Hotels-KTM \| + 0" \| \| 7. \| Remco Evenepoel \| Belgia \| Quick-Step Alpha Vinyl \| + 0" \| \| 8. \| Andrea Pasqualon \| Włochy \| Intermarché-Wanty-Gobert Matériaux \| + 0" \| \| 9. \| Laurenz Rex \| Belgia \| Bingoal Pauwels Sauces WB \| + 0" \| \| 10. \| Jesús Ezquerra \| Hiszpania \| Burgos-BH \| + 0" \| |                       |           |                                    |            |
| |                       |           |                                    |            |
| Źródło: ProCyclingStats |                       |           |                                    |            |
| Klasyfikacja etapu |                       |           |                                    |            |
| Kolarz | Kolarz                | Państwo   | Drużyna                            | Czas       |
| 1. | Fabio Jakobsen        | Holandia  | Quick-Step Alpha Vinyl             | 4h 09' 51" |
| 2. | Juan Sebastián Molano | Kolumbia  | UAE Team Emirates                  | + 0"       |
| 3. | Elia Viviani          | Włochy    | Ineos Grenadiers                   | + 0"       |
| 4. | Matej Mohorič         | Słowenia  | Bahrain Victorious                 | + 0"       |
| 5. | Alexander Kristoff    | Norwegia  | Intermarché-Wanty-Gobert Matériaux | + 0"       |
| 6. | Luca Mozzato          | Włochy    | B&B Hotels-KTM                     | + 0"       |
| 7. | Remco Evenepoel       | Belgia    | Quick-Step Alpha Vinyl             | + 0"       |
| 8. | Andrea Pasqualon      | Włochy    | Intermarché-Wanty-Gobert Matériaux | + 0"       |
| 9. | Laurenz Rex           | Belgia    | Bingoal Pauwels Sauces WB          | + 0"       |
| 10. | Jesús Ezquerra        | Hiszpania | Burgos-BH                          | + 0"       |

| \| Klasyfikacja generalna \| Klasyfikacja generalna \| Klasyfikacja generalna \| Klasyfikacja generalna \| Klasyfikacja generalna \| \| Kolarz \| Kolarz \| Państwo \| Drużyna \| Czas \| \| ---------------------- \| ---------------------- \| ---------------------- \| ---------------------- \| ---------------------- \| \| 1. \| Remco Evenepoel \| Belgia \| Quick-Step Alpha Vinyl \| 8h 26' 13" \| \| 2. \| Aleksandr Własow \| Rosja \| Bora-Hansgrohe \| + 19" \| \| 3. \| Carlos Rodríguez \| Hiszpania \| Ineos Grenadiers \| + 37" \| \| 4. \| Luis León Sánchez \| Hiszpania \| Bahrain Victorious \| + 42" \| \| 5. \| Enric Mas \| Hiszpania \| Movistar Team \| + 42" \| \| 6. \| Alejandro Valverde \| Hiszpania \| Movistar Team \| + 42" \| \| 7. \| Jakob Fuglsang \| Dania \| Israel-Premier Tech \| + 42" \| \| 8. \| Antwan Tolhoek \| Holandia \| Trek-Segafredo \| + 42" \| \| 9. \| Matej Mohorič \| Słowenia \| Bahrain Victorious \| + 48" \| \| 10. \| Juan Ayuso \| Hiszpania \| UAE Team Emirates \| + 1' 14" \| |                    |           |                        |            |
| |                    |           |                        |            |
| Źródło: ProCyclingStats |                    |           |                        |            |
| Klasyfikacja generalna |                    |           |                        |            |
| Kolarz | Kolarz             | Państwo   | Drużyna                | Czas       |
| 1. | Remco Evenepoel    | Belgia    | Quick-Step Alpha Vinyl | 8h 26' 13" |
| 2. | Aleksandr Własow   | Rosja     | Bora-Hansgrohe         | + 19"      |
| 3. | Carlos Rodríguez   | Hiszpania | Ineos Grenadiers       | + 37"      |
| 4. | Luis León Sánchez  | Hiszpania | Bahrain Victorious     | + 42"      |
| 5. | Enric Mas          | Hiszpania | Movistar Team          | + 42"      |
| 6. | Alejandro Valverde | Hiszpania | Movistar Team          | + 42"      |
| 7. | Jakob Fuglsang     | Dania     | Israel-Premier Tech    | + 42"      |
| 8. | Antwan Tolhoek     | Holandia  | Trek-Segafredo         | + 42"      |
| 9. | Matej Mohorič      | Słowenia  | Bahrain Victorious     | + 48"      |
| 10. | Juan Ayuso         | Hiszpania | UAE Team Emirates      | + 1' 14"   |

### Etap 3
| Alicante - Maigmó | górski | (155,1 km) |

| \| Klasyfikacja etapu \| Klasyfikacja etapu \| Klasyfikacja etapu \| Klasyfikacja etapu \| Klasyfikacja etapu \| \| Kolarz \| Kolarz \| Państwo \| Drużyna \| Czas \| \| ------------------ \| ------------------ \| ------------------ \| ---------------------- \| ------------------ \| \| 1. \| Aleksandr Własow \| Rosja \| Bora-Hansgrohe \| 4h 02' 17" \| \| 2. \| Carlos Rodríguez \| Hiszpania \| Ineos Grenadiers \| + 14" \| \| 3. \| Enric Mas \| Hiszpania \| Movistar Team \| + 21" \| \| 4. \| Pello Bilbao \| Hiszpania \| Bahrain Victorious \| + 29" \| \| 5. \| Alejandro Valverde \| Hiszpania \| Movistar Team \| + 29" \| \| 6. \| Jakob Fuglsang \| Dania \| Israel-Premier Tech \| + 32" \| \| 7. \| Giulio Ciccone \| Włochy \| Trek-Segafredo \| + 35" \| \| 8. \| Remco Evenepoel \| Belgia \| Quick-Step Alpha Vinyl \| + 41" \| \| 9. \| Luis León Sánchez \| Hiszpania \| Bahrain Victorious \| + 41" \| \| 10. \| David de la Cruz \| Hiszpania \| Astana Qazaqstan Team \| + 50" \| |                    |           |                        |            |
| |                    |           |                        |            |
| Źródło: ProCyclingStats |                    |           |                        |            |
| Klasyfikacja etapu |                    |           |                        |            |
| Kolarz | Kolarz             | Państwo   | Drużyna                | Czas       |
| 1. | Aleksandr Własow   | Rosja     | Bora-Hansgrohe         | 4h 02' 17" |
| 2. | Carlos Rodríguez   | Hiszpania | Ineos Grenadiers       | + 14"      |
| 3. | Enric Mas          | Hiszpania | Movistar Team          | + 21"      |
| 4. | Pello Bilbao       | Hiszpania | Bahrain Victorious     | + 29"      |
| 5. | Alejandro Valverde | Hiszpania | Movistar Team          | + 29"      |
| 6. | Jakob Fuglsang     | Dania     | Israel-Premier Tech    | + 32"      |
| 7. | Giulio Ciccone     | Włochy    | Trek-Segafredo         | + 35"      |
| 8. | Remco Evenepoel    | Belgia    | Quick-Step Alpha Vinyl | + 41"      |
| 9. | Luis León Sánchez  | Hiszpania | Bahrain Victorious     | + 41"      |
| 10. | David de la Cruz   | Hiszpania | Astana Qazaqstan Team  | + 50"      |

| \| Klasyfikacja generalna \| Klasyfikacja generalna \| Klasyfikacja generalna \| Klasyfikacja generalna \| Klasyfikacja generalna \| \| Kolarz \| Kolarz \| Państwo \| Drużyna \| Czas \| \| ---------------------- \| ---------------------- \| ---------------------- \| ---------------------- \| ---------------------- \| \| 1. \| Aleksandr Własow \| Rosja \| Bora-Hansgrohe \| 12h 28' 39" \| \| 2. \| Remco Evenepoel \| Belgia \| Quick-Step Alpha Vinyl \| + 32" \| \| 3. \| Carlos Rodríguez \| Hiszpania \| Ineos Grenadiers \| + 36" \| \| 4. \| Enric Mas \| Hiszpania \| Movistar Team \| + 50" \| \| 5. \| Alejandro Valverde \| Hiszpania \| Movistar Team \| + 1' 02" \| \| 6. \| Jakob Fuglsang \| Dania \| Israel-Premier Tech \| + 1' 05" \| \| 7. \| Luis León Sánchez \| Hiszpania \| Bahrain Victorious \| + 1' 14" \| \| 8. \| Giulio Ciccone \| Włochy \| Trek-Segafredo \| + 2' 00" \| \| 9. \| Pawieł Siwakow \| Rosja \| Ineos Grenadiers \| + 2' 05" \| \| 10. \| David de la Cruz \| Hiszpania \| Astana Qazaqstan Team \| + 2' 28" \| |                    |           |                        |             |
| |                    |           |                        |             |
| Źródło: ProCyclingStats |                    |           |                        |             |
| Klasyfikacja generalna |                    |           |                        |             |
| Kolarz | Kolarz             | Państwo   | Drużyna                | Czas        |
| 1. | Aleksandr Własow   | Rosja     | Bora-Hansgrohe         | 12h 28' 39" |
| 2. | Remco Evenepoel    | Belgia    | Quick-Step Alpha Vinyl | + 32"       |
| 3. | Carlos Rodríguez   | Hiszpania | Ineos Grenadiers       | + 36"       |
| 4. | Enric Mas          | Hiszpania | Movistar Team          | + 50"       |
| 5. | Alejandro Valverde | Hiszpania | Movistar Team          | + 1' 02"    |
| 6. | Jakob Fuglsang     | Dania     | Israel-Premier Tech    | + 1' 05"    |
| 7. | Luis León Sánchez  | Hiszpania | Bahrain Victorious     | + 1' 14"    |
| 8. | Giulio Ciccone     | Włochy    | Trek-Segafredo         | + 2' 00"    |
| 9. | Pawieł Siwakow     | Rosja     | Ineos Grenadiers       | + 2' 05"    |
| 10. | David de la Cruz   | Hiszpania | Astana Qazaqstan Team  | + 2' 28"    |

### Etap 4
| Orihuela - Torrevieja | płaski | (193,1 km) |

| \| Klasyfikacja etapu \| Klasyfikacja etapu \| Klasyfikacja etapu \| Klasyfikacja etapu \| Klasyfikacja etapu \| \| Kolarz \| Kolarz \| Państwo \| Drużyna \| Czas \| \| ------------------ \| --------------------- \| ------------------ \| ---------------------------------- \| ------------------ \| \| 1. \| Matteo Moschetti \| Włochy \| Trek-Segafredo \| 4h 32' 17" \| \| 2. \| Manuel Peñalver \| Hiszpania \| Burgos-BH \| + 0" \| \| 3. \| Alexander Kristoff \| Norwegia \| Intermarché-Wanty-Gobert Matériaux \| + 0" \| \| 4. \| Elia Viviani \| Włochy \| Ineos Grenadiers \| + 0" \| \| 5. \| Fabio Jakobsen \| Holandia \| Quick-Step Alpha Vinyl \| + 0" \| \| 6. \| Stanisław Aniołkowski \| Polska \| Bingoal Pauwels Sauces WB \| + 0" \| \| 7. \| Juan Sebastián Molano \| Kolumbia \| UAE Team Emirates \| + 0" \| \| 8. \| Timothy Dupont \| Belgia \| Bingoal Pauwels Sauces WB \| + 0" \| \| 9. \| Matej Mohorič \| Słowenia \| Bahrain Victorious \| + 0" \| \| 10. \| Luca Mozzato \| Włochy \| B&B Hotels-KTM \| + 0" \| |                       |           |                                    |            |
| |                       |           |                                    |            |
| Źródło: ProCyclingStats |                       |           |                                    |            |
| Klasyfikacja etapu |                       |           |                                    |            |
| Kolarz | Kolarz                | Państwo   | Drużyna                            | Czas       |
| 1. | Matteo Moschetti      | Włochy    | Trek-Segafredo                     | 4h 32' 17" |
| 2. | Manuel Peñalver       | Hiszpania | Burgos-BH                          | + 0"       |
| 3. | Alexander Kristoff    | Norwegia  | Intermarché-Wanty-Gobert Matériaux | + 0"       |
| 4. | Elia Viviani          | Włochy    | Ineos Grenadiers                   | + 0"       |
| 5. | Fabio Jakobsen        | Holandia  | Quick-Step Alpha Vinyl             | + 0"       |
| 6. | Stanisław Aniołkowski | Polska    | Bingoal Pauwels Sauces WB          | + 0"       |
| 7. | Juan Sebastián Molano | Kolumbia  | UAE Team Emirates                  | + 0"       |
| 8. | Timothy Dupont        | Belgia    | Bingoal Pauwels Sauces WB          | + 0"       |
| 9. | Matej Mohorič         | Słowenia  | Bahrain Victorious                 | + 0"       |
| 10. | Luca Mozzato          | Włochy    | B&B Hotels-KTM                     | + 0"       |

| \| Klasyfikacja generalna \| Klasyfikacja generalna \| Klasyfikacja generalna \| Klasyfikacja generalna \| Klasyfikacja generalna \| \| Kolarz \| Kolarz \| Państwo \| Drużyna \| Czas \| \| ---------------------- \| ---------------------- \| ---------------------- \| ---------------------- \| ---------------------- \| \| 1. \| Aleksandr Własow \| Rosja \| Bora-Hansgrohe \| 17h 00' 56" \| \| 2. \| Remco Evenepoel \| Belgia \| Quick-Step Alpha Vinyl \| + 32" \| \| 3. \| Carlos Rodríguez \| Hiszpania \| Ineos Grenadiers \| + 36" \| \| 4. \| Enric Mas \| Hiszpania \| Movistar Team \| + 50" \| \| 5. \| Alejandro Valverde \| Hiszpania \| Movistar Team \| + 1' 02" \| \| 6. \| Jakob Fuglsang \| Dania \| Israel-Premier Tech \| + 1' 05" \| \| 7. \| Luis León Sánchez \| Hiszpania \| Bahrain Victorious \| + 1' 14" \| \| 8. \| Giulio Ciccone \| Włochy \| Trek-Segafredo \| + 2' 00" \| \| 9. \| Pawieł Siwakow \| Rosja \| Ineos Grenadiers \| + 2' 05" \| \| 10. \| David de la Cruz \| Hiszpania \| Astana Qazaqstan Team \| + 2' 28" \| |                    |           |                        |             |
| |                    |           |                        |             |
| Źródło: ProCyclingStats |                    |           |                        |             |
| Klasyfikacja generalna |                    |           |                        |             |
| Kolarz | Kolarz             | Państwo   | Drużyna                | Czas        |
| 1. | Aleksandr Własow   | Rosja     | Bora-Hansgrohe         | 17h 00' 56" |
| 2. | Remco Evenepoel    | Belgia    | Quick-Step Alpha Vinyl | + 32"       |
| 3. | Carlos Rodríguez   | Hiszpania | Ineos Grenadiers       | + 36"       |
| 4. | Enric Mas          | Hiszpania | Movistar Team          | + 50"       |
| 5. | Alejandro Valverde | Hiszpania | Movistar Team          | + 1' 02"    |
| 6. | Jakob Fuglsang     | Dania     | Israel-Premier Tech    | + 1' 05"    |
| 7. | Luis León Sánchez  | Hiszpania | Bahrain Victorious     | + 1' 14"    |
| 8. | Giulio Ciccone     | Włochy    | Trek-Segafredo         | + 2' 00"    |
| 9. | Pawieł Siwakow     | Rosja     | Ineos Grenadiers       | + 2' 05"    |
| 10. | David de la Cruz   | Hiszpania | Astana Qazaqstan Team  | + 2' 28"    |

### Etap 5
| Paterna - Walencja | płaski | (92 km) |

| \| Klasyfikacja etapu \| Klasyfikacja etapu \| Klasyfikacja etapu \| Klasyfikacja etapu \| Klasyfikacja etapu \| \| Kolarz \| Kolarz \| Państwo \| Drużyna \| Czas \| \| ------------------ \| --------------------- \| ------------------ \| ---------------------------------- \| ------------------ \| \| 1. \| Fabio Jakobsen \| Holandia \| Quick-Step Alpha Vinyl \| 1h 55' 49" \| \| 2. \| Elia Viviani \| Włochy \| Ineos Grenadiers \| + 0" \| \| 3. \| Alexander Kristoff \| Norwegia \| Intermarché-Wanty-Gobert Matériaux \| + 0" \| \| 4. \| Timothy Dupont \| Belgia \| Bingoal Pauwels Sauces WB \| + 0" \| \| 5. \| Stanisław Aniołkowski \| Polska \| Bingoal Pauwels Sauces WB \| + 0" \| \| 6. \| Matteo Trentin \| Włochy \| UAE Team Emirates \| + 0" \| \| 7. \| Manuel Peñalver \| Hiszpania \| Burgos-BH \| + 0" \| \| 8. \| Juan Sebastián Molano \| Kolumbia \| UAE Team Emirates \| + 0" \| \| 9. \| Fernando Barceló \| Hiszpania \| Caja Rural-Seguros RGA \| + 0" \| \| 10. \| Michael Mørkøv \| Dania \| Quick-Step Alpha Vinyl \| + 0" \| |                       |           |                                    |            |
| |                       |           |                                    |            |
| Źródło: ProCyclingStats |                       |           |                                    |            |
| Klasyfikacja etapu |                       |           |                                    |            |
| Kolarz | Kolarz                | Państwo   | Drużyna                            | Czas       |
| 1. | Fabio Jakobsen        | Holandia  | Quick-Step Alpha Vinyl             | 1h 55' 49" |
| 2. | Elia Viviani          | Włochy    | Ineos Grenadiers                   | + 0"       |
| 3. | Alexander Kristoff    | Norwegia  | Intermarché-Wanty-Gobert Matériaux | + 0"       |
| 4. | Timothy Dupont        | Belgia    | Bingoal Pauwels Sauces WB          | + 0"       |
| 5. | Stanisław Aniołkowski | Polska    | Bingoal Pauwels Sauces WB          | + 0"       |
| 6. | Matteo Trentin        | Włochy    | UAE Team Emirates                  | + 0"       |
| 7. | Manuel Peñalver       | Hiszpania | Burgos-BH                          | + 0"       |
| 8. | Juan Sebastián Molano | Kolumbia  | UAE Team Emirates                  | + 0"       |
| 9. | Fernando Barceló      | Hiszpania | Caja Rural-Seguros RGA             | + 0"       |
| 10. | Michael Mørkøv        | Dania     | Quick-Step Alpha Vinyl             | + 0"       |

## Klasyfikacje

### Klasyfikacja generalna
| \| Klasyfikacja generalna \| Klasyfikacja generalna \| Klasyfikacja generalna \| Klasyfikacja generalna \| Klasyfikacja generalna \| \| Kolarz \| Kolarz \| Państwo \| Drużyna \| Czas \| \| ---------------------- \| ---------------------- \| ---------------------- \| ---------------------- \| ---------------------- \| \| 1. \| Aleksandr Własow \| Rosja \| Bora-Hansgrohe \| 18h 56' 45" \| \| 2. \| Remco Evenepoel \| Belgia \| Quick-Step Alpha Vinyl \| + 32" \| \| 3. \| Carlos Rodríguez \| Hiszpania \| Ineos Grenadiers \| + 36" \| \| 4. \| Enric Mas \| Hiszpania \| Movistar Team \| + 50" \| \| 5. \| Alejandro Valverde \| Hiszpania \| Movistar Team \| + 1' 02" \| \| 6. \| Jakob Fuglsang \| Dania \| Israel-Premier Tech \| + 1' 05" \| \| 7. \| Luis León Sánchez \| Hiszpania \| Bahrain Victorious \| + 1' 14" \| \| 8. \| Giulio Ciccone \| Włochy \| Trek-Segafredo \| + 2' 00" \| \| 9. \| Pawieł Siwakow \| Rosja \| Ineos Grenadiers \| + 2' 05" \| \| 10. \| David de la Cruz \| Hiszpania \| Astana Qazaqstan Team \| + 2' 28" \| |                    |           |                        |             |
| |                    |           |                        |             |
| Źródło: ProCyclingStats |                    |           |                        |             |
| Klasyfikacja generalna |                    |           |                        |             |
| Kolarz | Kolarz             | Państwo   | Drużyna                | Czas        |
| 1. | Aleksandr Własow   | Rosja     | Bora-Hansgrohe         | 18h 56' 45" |
| 2. | Remco Evenepoel    | Belgia    | Quick-Step Alpha Vinyl | + 32"       |
| 3. | Carlos Rodríguez   | Hiszpania | Ineos Grenadiers       | + 36"       |
| 4. | Enric Mas          | Hiszpania | Movistar Team          | + 50"       |
| 5. | Alejandro Valverde | Hiszpania | Movistar Team          | + 1' 02"    |
| 6. | Jakob Fuglsang     | Dania     | Israel-Premier Tech    | + 1' 05"    |
| 7. | Luis León Sánchez  | Hiszpania | Bahrain Victorious     | + 1' 14"    |
| 8. | Giulio Ciccone     | Włochy    | Trek-Segafredo         | + 2' 00"    |
| 9. | Pawieł Siwakow     | Rosja     | Ineos Grenadiers       | + 2' 05"    |
| 10. | David de la Cruz   | Hiszpania | Astana Qazaqstan Team  | + 2' 28"    |

| Klasyfikacja punktowa | Klasyfikacja punktowa | Klasyfikacja punktowa | Klasyfikacja punktowa              | Klasyfikacja punktowa |
| Kolarz                | Kolarz                | Państwo               | Drużyna                            | Punkty                |
| --------------------- | --------------------- | --------------------- | ---------------------------------- | --------------------- |
| 1.                    | Fabio Jakobsen        | Holandia              | Quick-Step Alpha Vinyl             | 62 pkt                |
| 2.                    | Aleksandr Własow      | Rosja                 | Bora-Hansgrohe                     | 50 pkt                |
| 3.                    | Elia Viviani          | Włochy                | Ineos Grenadiers                   | 50 pkt                |
| 4.                    | Alexander Kristoff    | Norwegia              | Intermarché-Wanty-Gobert Matériaux | 44 pkt                |
| 5.                    | Remco Evenepoel       | Belgia                | Quick-Step Alpha Vinyl             | 42 pkt                |
| 6.                    | Juan Sebastián Molano | Kolumbia              | UAE Team Emirates                  | 37 pkt                |
| 7.                    | Carlos Rodríguez      | Hiszpania             | Ineos Grenadiers                   | 36 pkt                |
| 8.                    | Matej Mohorič         | Słowenia              | Bahrain Victorious                 | 32 pkt                |
| 9.                    | Manuel Peñalver       | Hiszpania             | Burgos-BH                          | 31 pkt                |
| 10.                   | Enric Mas             | Hiszpania             | Movistar Team                      | 30 pkt                |

| Klasyfikacja punktowa | Klasyfikacja punktowa | Klasyfikacja punktowa | Klasyfikacja punktowa              | Klasyfikacja punktowa |
| Kolarz                | Kolarz                | Państwo               | Drużyna                            | Punkty                |
| --------------------- | --------------------- | --------------------- | ---------------------------------- | --------------------- |
| 1.                    | Fabio Jakobsen        | Holandia              | Quick-Step Alpha Vinyl             | 62 pkt                |
| 2.                    | Aleksandr Własow      | Rosja                 | Bora-Hansgrohe                     | 50 pkt                |
| 3.                    | Elia Viviani          | Włochy                | Ineos Grenadiers                   | 50 pkt                |
| 4.                    | Alexander Kristoff    | Norwegia              | Intermarché-Wanty-Gobert Matériaux | 44 pkt                |
| 5.                    | Remco Evenepoel       | Belgia                | Quick-Step Alpha Vinyl             | 42 pkt                |
| 6.                    | Juan Sebastián Molano | Kolumbia              | UAE Team Emirates                  | 37 pkt                |
| 7.                    | Carlos Rodríguez      | Hiszpania             | Ineos Grenadiers                   | 36 pkt                |
| 8.                    | Matej Mohorič         | Słowenia              | Bahrain Victorious                 | 32 pkt                |
| 9.                    | Manuel Peñalver       | Hiszpania             | Burgos-BH                          | 31 pkt                |
| 10.                   | Enric Mas             | Hiszpania             | Movistar Team                      | 30 pkt                |

| Klasyfikacja górska | Klasyfikacja górska | Klasyfikacja górska | Klasyfikacja górska                | Klasyfikacja górska |
| Kolarz              | Kolarz              | Państwo             | Drużyna                            | Punkty              |
| ------------------- | ------------------- | ------------------- | ---------------------------------- | ------------------- |
| 1.                  | Ben King            | Stany Zjednoczone   | Human Powered Health               | 30 pkt              |
| 2.                  | Aleksandr Własow    | Rosja               | Bora-Hansgrohe                     | 14 pkt              |
| 3.                  | Jan Tratnik         | Słowenia            | Bahrain Victorious                 | 10 pkt              |
| 4.                  | Remco Evenepoel     | Belgia              | Quick-Step Alpha Vinyl             | 8 pkt               |
| 5.                  | Carlos Rodríguez    | Hiszpania           | Ineos Grenadiers                   | 8 pkt               |
| 6.                  | Enric Mas           | Hiszpania           | Movistar Team                      | 8 pkt               |
| 7.                  | Sven Erik Bystrøm   | Norwegia            | Intermarché-Wanty-Gobert Matériaux | 6 pkt               |
| 8.                  | Attila Valter       | Węgry               | Groupama-FDJ                       | 6 pkt               |
| 9.                  | Joan Bou            | Hiszpania           | Euskaltel-Euskadi                  | 6 pkt               |
| 10.                 | Jesús Ezquerra      | Hiszpania           | Burgos-BH                          | 6 pkt               |

| Klasyfikacja górska | Klasyfikacja górska | Klasyfikacja górska | Klasyfikacja górska                | Klasyfikacja górska |
| Kolarz              | Kolarz              | Państwo             | Drużyna                            | Punkty              |
| ------------------- | ------------------- | ------------------- | ---------------------------------- | ------------------- |
| 1.                  | Ben King            | Stany Zjednoczone   | Human Powered Health               | 30 pkt              |
| 2.                  | Aleksandr Własow    | Rosja               | Bora-Hansgrohe                     | 14 pkt              |
| 3.                  | Jan Tratnik         | Słowenia            | Bahrain Victorious                 | 10 pkt              |
| 4.                  | Remco Evenepoel     | Belgia              | Quick-Step Alpha Vinyl             | 8 pkt               |
| 5.                  | Carlos Rodríguez    | Hiszpania           | Ineos Grenadiers                   | 8 pkt               |
| 6.                  | Enric Mas           | Hiszpania           | Movistar Team                      | 8 pkt               |
| 7.                  | Sven Erik Bystrøm   | Norwegia            | Intermarché-Wanty-Gobert Matériaux | 6 pkt               |
| 8.                  | Attila Valter       | Węgry               | Groupama-FDJ                       | 6 pkt               |
| 9.                  | Joan Bou            | Hiszpania           | Euskaltel-Euskadi                  | 6 pkt               |
| 10.                 | Jesús Ezquerra      | Hiszpania           | Burgos-BH                          | 6 pkt               |

| Klasyfikacja młodzieżowa | Klasyfikacja młodzieżowa | Klasyfikacja młodzieżowa | Klasyfikacja młodzieżowa | Klasyfikacja młodzieżowa |
| Kolarz                   | Kolarz                   | Państwo                  | Drużyna                  | Czas                     |
| ------------------------ | ------------------------ | ------------------------ | ------------------------ | ------------------------ |
| 1.                       | Remco Evenepoel          | Belgia                   | Quick-Step Alpha Vinyl   | 18h 57' 17"              |
| 2.                       | Carlos Rodríguez         | Hiszpania                | Ineos Grenadiers         | + 4"                     |
| 3.                       | Pawieł Siwakow           | Rosja                    | Ineos Grenadiers         | + 1' 33"                 |
| 4.                       | Juan Ayuso               | Hiszpania                | UAE Team Emirates        | + 3' 56"                 |
| 5.                       | Maxime Chevalier         | Francja                  | B&B Hotels-KTM           | + 4' 35"                 |
| 6.                       | Attila Valter            | Węgry                    | Groupama-FDJ             | + 4' 54"                 |
| 7.                       | José Félix Parra         | Hiszpania                | Equipo Kern Pharma       | + 6' 19"                 |
| 8.                       | Pelayo Sánchez           | Hiszpania                | Burgos-BH                | + 6' 49"                 |
| 9.                       | Axel Laurance            | Francja                  | B&B Hotels-KTM           | + 8' 17"                 |
| 10.                      | Asbjørn Hellemose        | Dania                    | Trek-Segafredo           | + 10' 28"                |

| Klasyfikacja młodzieżowa | Klasyfikacja młodzieżowa | Klasyfikacja młodzieżowa | Klasyfikacja młodzieżowa | Klasyfikacja młodzieżowa |
| Kolarz                   | Kolarz                   | Państwo                  | Drużyna                  | Czas                     |
| ------------------------ | ------------------------ | ------------------------ | ------------------------ | ------------------------ |
| 1.                       | Remco Evenepoel          | Belgia                   | Quick-Step Alpha Vinyl   | 18h 57' 17"              |
| 2.                       | Carlos Rodríguez         | Hiszpania                | Ineos Grenadiers         | + 4"                     |
| 3.                       | Pawieł Siwakow           | Rosja                    | Ineos Grenadiers         | + 1' 33"                 |
| 4.                       | Juan Ayuso               | Hiszpania                | UAE Team Emirates        | + 3' 56"                 |
| 5.                       | Maxime Chevalier         | Francja                  | B&B Hotels-KTM           | + 4' 35"                 |
| 6.                       | Attila Valter            | Węgry                    | Groupama-FDJ             | + 4' 54"                 |
| 7.                       | José Félix Parra         | Hiszpania                | Equipo Kern Pharma       | + 6' 19"                 |
| 8.                       | Pelayo Sánchez           | Hiszpania                | Burgos-BH                | + 6' 49"                 |
| 9.                       | Axel Laurance            | Francja                  | B&B Hotels-KTM           | + 8' 17"                 |
| 10.                      | Asbjørn Hellemose        | Dania                    | Trek-Segafredo           | + 10' 28"                |

| Klasyfikacja drużynowa | Klasyfikacja drużynowa | Klasyfikacja drużynowa | Klasyfikacja drużynowa |
| Drużyna                | Drużyna                | Państwo                | Czas                   |
| ---------------------- | ---------------------- | ---------------------- | ---------------------- |
| 1.                     | Ineos Grenadiers       | Wielka Brytania        | 56h 56' 00"            |
| 2.                     | Bahrain Victorious     | Bahrajn                | + 31"                  |
| 3.                     | Trek-Segafredo         | Stany Zjednoczone      | + 6' 51"               |
| 4.                     | Astana Qazaqstan Team  | Kazachstan             | + 6' 51"               |
| 5.                     | Movistar Team          | Hiszpania              | + 7' 02"               |
| 6.                     | Euskaltel-Euskadi      | Hiszpania              | + 8' 18"               |
| 7.                     | Israel-Premier Tech    | Izrael                 | + 10' 09"              |
| 8.                     | Gazprom-RusVelo        | Rosja                  | + 14' 41"              |
| 9.                     | Bora-Hansgrohe         | Niemcy                 | + 19' 39"              |
| 10.                    | Groupama-FDJ           | Francja                | + 20' 08"              |

| Klasyfikacja drużynowa | Klasyfikacja drużynowa | Klasyfikacja drużynowa | Klasyfikacja drużynowa |
| Drużyna                | Drużyna                | Państwo                | Czas                   |
| ---------------------- | ---------------------- | ---------------------- | ---------------------- |
| 1.                     | Ineos Grenadiers       | Wielka Brytania        | 56h 56' 00"            |
| 2.                     | Bahrain Victorious     | Bahrajn                | + 31"                  |
| 3.                     | Trek-Segafredo         | Stany Zjednoczone      | + 6' 51"               |
| 4.                     | Astana Qazaqstan Team  | Kazachstan             | + 6' 51"               |
| 5.                     | Movistar Team          | Hiszpania              | + 7' 02"               |
| 6.                     | Euskaltel-Euskadi      | Hiszpania              | + 8' 18"               |
| 7.                     | Israel-Premier Tech    | Izrael                 | + 10' 09"              |
| 8.                     | Gazprom-RusVelo        | Rosja                  | + 14' 41"              |
| 9.                     | Bora-Hansgrohe         | Niemcy                 | + 19' 39"              |
| 10.                    | Groupama-FDJ           | Francja                | + 20' 08"              |

### Liderzy klasyfikacji
| Etap   |             | Pierwsze miejsce _ | Klasyfikacja generalna | Punktowa         | Górska   | Młodzieżowa     | Drużynowa _        |
| ------ | ----------- | ------------------ | ---------------------- | ---------------- | -------- | --------------- | ------------------ |
| 1      | górski      | Remco Evenepoel    | Remco Evenepoel        | Remco Evenepoel  | Ben King | Remco Evenepoel | Bahrain Victorious |
| 2      | pagórkowaty | Fabio Jakobsen     | Remco Evenepoel        | Remco Evenepoel  | Ben King | Remco Evenepoel | Bahrain Victorious |
| 3      | górski      | Aleksandr Własow   | Aleksandr Własow       | Aleksandr Własow | Ben King | Remco Evenepoel | Ineos Grenadiers   |
| 4      | płaski      | Matteo Moschetti   | Aleksandr Własow       | Aleksandr Własow | Ben King | Remco Evenepoel | Ineos Grenadiers   |
| 5      | płaski      | Fabio Jakobsen     | Aleksandr Własow       | Fabio Jakobsen   | Ben King | Remco Evenepoel | Ineos Grenadiers   |
| Koniec | Koniec      |                    | Aleksandr Własow       | Fabio Jakobsen   | Ben King | Remco Evenepoel | Ineos Grenadiers   |